# Стефан Андрусяк
Стефан (Стів) Андрусяк (англ. Steve Andrusiak; 2 серпня 1950, Монреаль — 5 вересня 2023, Лондон, Онтаріо) — українсько-канадський журналіст, викладач журналістики, громадський активіст і музикант. Засновник відомого гурту «Рушничок», творець і багатолітній ведучий радіопрограми «Наша каша».

## Життєпис
Стефан Андрусяк народився в Монреалі в родині іммігрантів Миколи Андрусяка і Марії Леськів. Здобув BA в Університеті Конкордія, диплом в Університеті Карлтона та закінчив магістратуру з педагогіки в Університеті Торонто. Працював журналістом на різних програмах телебачення і радіо CTV National News, CFRN Radio, CBC та на TV 9. Окрім роботи репортера, також викладав журналістику, зокрема питання журналістської етики. Був деканом і завкафедри в Коледжі Феншо (англ. Fanshawe College) в Лондоні. Вже бувши на пенсії, провадив радіопрограму «Наша каша».
У свої молоді роки в Монреалі Стефан виступив співзасновником широко відомого і успішного на Американському континенті музичного гурту «Рушничок», у якому крім нього грали Андрій Гарасимович (гітара), Євген Осідач (акордеон), Юрко Штик (бас-гітара). Сам Стефан грав на ударнику. Гурт виступав не лише на забавах, весіллях і святкових концертах, але й мав гастрольні тури. Протягом 1973—1980 років випустив 5 альбомів.

## Журналістика
Як писав Волтер Кіш для «Нового шляху», Стефан після закінчення коледжу поринув у світ теле-, радіоіндустрії, присвятивши більш як 25 років програмам CBC та CTV як журналіст, продюсер і керівник. Ця професійна діяльність плавно перетекла у роботу деканом комунікації в коледжі Феншо у Лондоні (Онтаріо) та викладання медіаетики і основ журналізму в Університеті Західного Онтаріо.
Після виходу на пенсію Стефан відчув, що спокійне розмірене існування не в його стилі, то ж підшукав новий виклик, який би стимулював його бути сконцентрованим і залученим до громади. То ж він розпочав щотижневу півгодинну програму під назвою «Наша каша», — стихійну суміш документалістики, фрагментів музики на теми українського життя в Канаді. Пояснюючи назву програми, Стів Андрусяк казав: «У єврейській і українській кулінарії каша — це варена крупа, скип'ячена на молоці або воді. Як і наша програма, вона тепла, поживна і трішки розмазана, як і наше життя».